# لورينزو سكوت
لورينزو سكوت (بالإنجليزية: Lorenzo Scott)‏ هو رسام أمريكي، ولد في 1934.